# Eugenio Henke

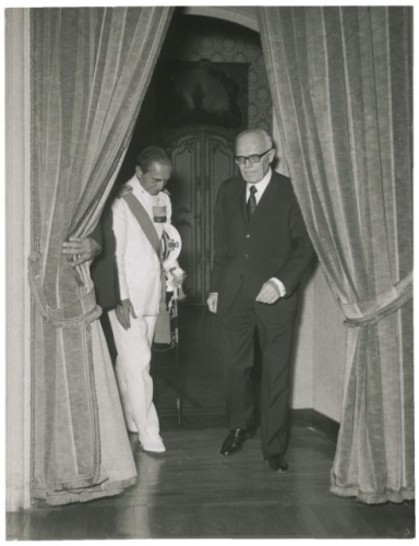
Eugenio Henke und Sandro Pertini, 1972

Eugenio Henke (* 15. November 1909 in Genua; † 5. Februar 1990 in Rom) war ein Admiral der italienischen Marine. Von 1966 bis 1970 leitete er den Geheimdienst SID, von 1972 bis 1975 war er Generalstabschef der italienischen Streitkräfte.

## Leben
Henke wurde an der Accademia Navale ausgebildet. Im Zweiten Weltkrieg diente er auf dem Zerstörer Vincenzo Gioberti sowie als Kommandant des Torpedobootes Orsa und des U-Jagd-Bootes Sant’Alfonso. Er wurde unter anderem mit zwei bronzenen und zwei silbernen Tapferkeitsmedaillen ausgezeichnet. Nach dem Krieg befehligte er Ausbildungseinrichtungen, leitete verschiedene Stäbe und Dienststellen. Vom 12. Juni 1966 bis zum 12. Oktober 1970 leitete er den Militärgeheimdienst Servizio Informazioni Difesa (SID).
Admiral Eugenio Henke war von Oktober 1970 bis Juli 1972 Befehlshaber der Flotte und von August 1972 bis Januar 1975 Generalstabschef der Streitkräfte.